# Wilgewinde
De Wilgewinde (Engels: Withywindle) is een fictieve rivier in het fantasy-werelddeel Midden-aarde van J.R.R. Tolkien, die onder andere voorkomt in het boek In de Ban van de Ring. Deze rivier blijkt een obstakel te zijn voor de hobbits in het eerste deel van deze trilogie.
De Wilgewinde (of 'Slingerende Wilgerivier') ligt nabij de oostgrens van de Gouw, in het Oude Woud, ten oosten van Bokland. De rivier ontspringt in de Grafheuvels en stroomt uit in de Brandewijn, in het moeras van Haageinde. Volgens de beschrijving van Merijn in "In de Ban van de Ring" is het een donkere bruine lome rivier die omzoomd is door oude kromgegroeide wilgen, geblokkeerd door omgevallen wilgen en gevuld met wilgenbladeren. In het dal van de Wilgewinde neemt de kwaadaardige wilg Oude Wilgeman, een wakkere boom, met een rot hart waardoor hij alles haat dat lopen kan (zie Ent), Pepijn en Merijn in zijn wortels op en houdt hem gevangen. Ze worden bevrijd door Tom Bombadil, die hen meeneemt naar zijn huis.
Zie ook: Lijst van koningen van Arnor · Lijst van koningen van Arthedain · Lijst van hoofden van de Dúnedain